# Schakeling
Een schakeling is een samenstel van elektrische componenten waarmee diverse functies kunnen worden uitgevoerd. De meest gebruikte onderdelen zijn de draad, schakelaar, weerstand, condensator, spoel, diode, transistor, relais, contactor, motorbeveiliger en transformator. Elektronische schakelingen worden in een schema weergegeven.
De serieschakeling en de parallelschakeling zijn twee voorbeelden van schakelingen, die zo vaak voorkomen, dat zij een eigen naam hebben gekregen. Het is in de loop van de tijd mogelijk geworden steeds complexere schakelingen op een enkel stuk halfgeleidermateriaal te maken, waarmee de techniek van geïntegreerde schakelingen mogelijk werd.

## Voorbeelden van functies
- Versterking van een elektrisch signaal – geluids- of hf-versterker
- Opwekking van een elektrisch signaal – oscillator
- Conversie van een elektrisch signaal – ontvanger
- Omzetting van voedingsspanningen – voeding
- Beveiliging van voedingsspanningen – no break set
- Functiecontrole – hartslagmonitor